# Hypsophila postlimbalis
Hypsophila postlimbalis là một loài bướm đêm trong họ Noctuidae.